# تپه چای لی تپه ۱
تپه چای لی تپه ۱ مربوط به سده‌های اولیه دوران‌های تاریخی پس از اسلام است و در استان قزوین، شهرستان آوج، بخش مرکزی، روستای دشتک واقع شده و این اثر در تاریخ ۲۵ خرداد ۱۳۸۱ با شمارهٔ ثبت ۵۷۴۸ به‌عنوان یکی از آثار ملی ایران به ثبت رسیده است.